# توما سیمیونوف
توما سیمیونوف (انگلیسی: Toma Simionov؛ زادهٔ ۳۰ اکتبر ۱۹۵۵) قایقران کانو اهل رومانی بود.
وی در مسابقات کشوری و بین‌المللی در مجموع برندهٔ ۵ مدال طلا، ۵ مدال نقره، ۲ مدال برنز شده‌است.